# Ruy Ramos
Ruy Ramos (ラモス 瑠偉, Ramosu Rui, né Ruy Gonçalves Ramos Sobrinho le 9 février 1957, à Rio de Janeiro au Brésil) est un ancien joueur et aujourd'hui entraîneur de football japonais d'origine brésilienne.

## Biographie
Naturalisé japonais en 1989, il est l'un des premiers joueurs étrangers à jouer dans le football professionnel au Japon, en rejoignant Yomiuri FC (plus tard Verdy Kawasaki, maintenant Tokyo Verdy) en 1977 à 20 ans.
Il fait partie de l'équipe du Japon pendant les qualifications infructueuses de la coupe du monde 1994. Il prend sa retraite en 1998 à 41 ans.
Il revient brièvement sur sa retraite à Okinawa Kariyushi en tant qu'entraîneur-joueur en 2002. Il quitte le club à la fin de la saison avant de partir faire partie du staff du FC Ryūkyū.
En mars 2005, Ramos prend les rênes de l'Équipe du Japon de beach soccer, où il finit 4e à la coupe du monde 2005.
En janvier 2006, il entraîne les Tokyo Verdy 1969, promus en J-League Division 1.

## Clubs
- 1977 - 1996 : Yomiuri FC/Verdy Kawasaki
- 1996 - 1997 : Kyoto Purple Sanga
- 1997 - 1998 : Verdy Kawasaki
- 2002 :        Okinawa Kariyushi FC

## Palmarès personnel
- Meilleur buteur du championnat japonais - 1979, 1983
- Meilleur footballeur japonais de l'année - 1990, 1991
- Équipe type de la J. League - 1993, 1994

## Palmarès en équipe
Club
- Ligue des champions de l'AFC : 1987/88
- Japan Soccer League : 1983, 1984, 1986/87, 1990/91, 1991/92
- Japan Soccer League Cup : 1979, 1985, 1991
- Coupe Konica : 1990
- Coupe des champions XEROX : 1992
- J. League : 1993, 1994
- Coupe du Japon de football : 1984, 1986, 1987
- Coupe de la Ligue japonaise de football : 1992, 1993, 1994
- Supercoupe du Japon de football : 1994, 1995

Équipe nationale
- Coupe d'Asie des nations de football : 1992